# 圣雷娜
圣雷娜（法語：Sainte-Reine，法語發音：[sɛ̃t ʁɛn]）是法国萨瓦省的一个市镇，属于尚贝里区。

## 地理
圣雷娜（45°36'42"N, 6°8'23"E）面积14.62 平方千米，位于法国奥弗涅-罗讷-阿尔卑斯大区萨瓦省，该省份为法国东部省份，历史上为薩伏依的一部分，北起上萨瓦省，西接伊泽尔省和安省，南部和东部与上阿尔卑斯省和意大利接壤。
与圣雷娜接壤的市镇（或旧市镇、城区）包括：新阿永、埃科勒、圣皮埃尔达尔比尼。
圣雷娜的时区为UTC+01:00、UTC+02:00（夏令时）。

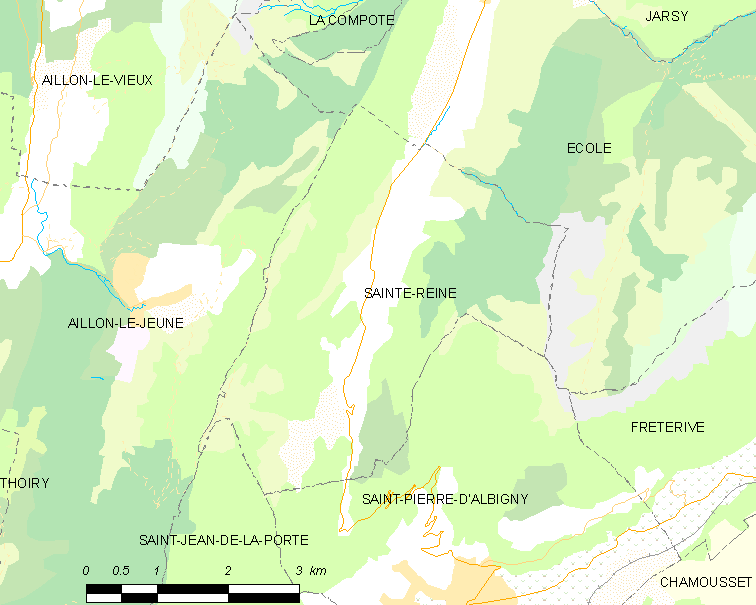
圣雷娜的OSM定位图

## 行政
圣雷娜的邮政编码为73630，INSEE市镇编码为73277。

## 政治
圣雷娜所属的省级选区为圣阿尔邦莱斯县。

## 人口

1962-2008年间圣雷娜人口变化图示

圣雷娜于2022年1月1日时的人口数量为170人。